# ヘルマン・サンチェス・バラオーナ
ヘルマン・サンチェス・バラホーナ（Germán Sánchez Barahona，1986年12月12日 - ）はスペイン・アンダルシア州カディス県サン・フェルナンド出身のサッカー選手。ラシン・サンタンデール所属。ポジションはディフェンダー。

## 経歴
UDサンフェルナンドの下部組織に入り、はじめはミッドフィールダーでプレーしていた。
2007年夏、カディスCFと契約しリザーブチームに入った。
2015年7月10日、CDテネリフェと1年契約を結んだ。
2017年7月3日、グラナダCFと2年契約を結んだ。
2022年8月4日、ラシン・サンタンデールに2年契約で移籍した。

## 私生活
兄のセルヴァンド・サンチェスもサッカー選手だった。